# Amphibious Fighters
Amphibious Fighters – film krótkometrażowy z 1943 roku wyreżyserowany przez Jacka Eatona. W 1944 roku zdobył Oscara w kategorii Najlepszy Krótkometrażowy Film na Jednej Rolce na 16. ceremonii wręczenia Oscarów.  

## Obsada
- Ted Husing jako on sam, narrator